# Cololejeunea goebelii
Cololejeunea goebelii là một loài Rêu trong họ Lejeuneaceae. Loài này được (Gottsche ex K.I. Goebel) Schiffner mô tả khoa học đầu tiên năm 1898.